# Amtsgericht Pulsnitz
Das Amtsgericht Pulsnitz war ein Gericht der ordentlichen Gerichtsbarkeit und ein Amtsgericht in Sachsen mit Sitz in Pulsnitz.

## Geschichte
In Pulsnitz bestand bis 1879 das Gerichtsamt Pulsnitz als Eingangsgericht. Im Rahmen der Reichsjustizgesetze wurden 1879 im Königreich Sachsen die Gerichtsämter aufgehoben und Amtsgerichte, darunter das Amtsgericht Pulsnitz, geschaffen. Der Gerichtssprengel umfasste Pulsnitz, Böhmisch Vollung mit Polzenberg, Bretnig mit Carolinenhöhe, Charlottengrund, Gemeindebusch und Viehweghäusern, Friedersdorf mit Thiemendorf, Großnaundorf, Großröhrsdorf, Hauswalde mit Häusern a.d. Röder, Krohnenberg und Louisenberg, Kleindittmannsdorf, Lichtenberg, Mittelbach, Niederlichtenau, Niedersteina, Oberlichtenau, Obersteina mit Himmelreich, Kelle, Neues Dorf (Tännichberg), Schweinegrund und Teubel’sche Häuser am Haselberg, Ohorn mit Buschhäusern, Hahne- und Gickelsberg, Kohlicht, Niederdorf, Röderhäusern und Waldhäusern, Pulsnitz, Meißner Seite (Meißnisch Vollung) und Weißbach bei Pulsnitz. Das Amtsgericht Pulsnitz war eines von 18 Amtsgerichten im Bezirk des Landgerichtes Bautzen. Der Amtsgerichtsbezirk umfasste danach 20.122 Einwohner. Das Gericht hatte damals eine Richterstelle und war ein mittelgroßes Amtsgericht im Landgerichtsbezirk.
In den 1940er Jahren wurde das Amtsgericht Pulsnitz kriegsbedingt zum Zweiggericht des Amtsgerichtes Kamenz. Im Jahre 1952 wurde das Amtsgericht Pulsnitz in der DDR endgültig aufgehoben und das Kreisgericht Kamenz an seiner Stelle neu geschaffen. Gerichtssprengel war nun der Kreis Kamenz.